# إريك غوردون
إريك غوردون (بالإنجليزية: Eric Gordon) مواليد 25 ديسمبر 1988، هو لاعب كرة سلة أمريكي يلعب مع فريق نيو أورلينز بيليكانز في الرابطة الوطنية لكرة السلة ويحمل الرقم 10. يبلغ طوله 6 قدم 4 بوصة (1.9 م).
يلعب الآن في نادي هيوستن روكيتس

## فرق لعب لها
- لوس أنجلوس كليبرز
- نيو أورلينز بيليكانز

## الميداليات
| الميدالية | المسابقة                         |
| --------- | -------------------------------- |
| ذهبية     | بطولة كأس العالم لكرة السلة 2010 |

## روابط خارجية
- إريك غوردون على موقع الاتحاد الدولي لكرة السلة (الإنجليزية)
- إريك غوردون على موقع إن بي أي (الإنجليزية)
- إريك غوردون على موقع سبورتس رفرنس (الإنجليزية)
- إريك غوردون على موقع كرة السلة الأوروبية.كوم (الإنجليزية)
- إريك غوردون على موقع إي إس بي إن.كوم (الإنجليزية)
- إريك غوردون على موقع كلية كرة السلة في سبورتس رفرنس.كوم (الإنجليزية)
- إريك غوردون على موقع ريلجم (الإنجليزية)
- إريك غوردون على موقع بروبوليرز (الإنجليزية)
- إريك غوردون على موقع سبورتس رفرنس (الإنجليزية)